# SM-veckan 2012 (vinter)
SM-veckan vinter 2012 avgjordes i Östersund och var den tredje vinterupplagan av SM-veckan. Det var också första gången SM-veckan arrangerades av Östersund, och också första gången vinterupplagan avgjordes i en annan stad än Sundsvall. Tävlingarna arrangerandes av Riksidrottsförbundet (RF), Sveriges Television (SVT) och Östersunds kommun. Femton sporter fanns med på programmet, bland annat skidskytte som hade premiär på SM-veckan. Majoriteten av tävlingarna avgjordes på Östersunds skidstadion och Jämtkraft Arena. Bland de mer spektakulära inslagen var att en drygt 500 meter Bob/Rodel/Skeletonbana byggdes upp på Östersunds skidstadion. Det var också första gången i världen som en skotercrossbana byggdes på en eluppvärmd konstgräsplan, något som ansågs som omöjligt innan.

## Sporter
- Bob
- Curling
- Isracing
- Längdskidåkning
- Muay thai
- Rodel
- Skeleton
- Skidorientering
- Skidskytte
- Skotercross
- Skridskosport
- Squash
- Styrkelyft
- Taido
- Trial

## Resultat

### Längdskidor[1]
| Gren                      | Guld                                       | Guld                                       | Silver                                     | Silver                                     | Brons                                     | Brons                                     |
| ------------------------- | ------------------------------------------ | ------------------------------------------ | ------------------------------------------ | ------------------------------------------ | ----------------------------------------- | ----------------------------------------- |
| Damernas teamsprint       | Åsarna IK Ida Ingemarsdotter, Hanna Brodin | Åsarna IK Ida Ingemarsdotter, Hanna Brodin | IFK Mora SK Helene Söderlund, Eva Svensson | IFK Mora SK Helene Söderlund, Eva Svensson | IFK Umeå Linda Danvind-Malm, Linn Sömskar | IFK Umeå Linda Danvind-Malm, Linn Sömskar |
| Herrarnas teamsprint      | Åsarna IK Johan Eriksson, Teodor Peterson  | Åsarna IK Johan Eriksson, Teodor Peterson  | Piteå Elit Johan Westerlund, Jesper Modin  | Piteå Elit Johan Westerlund, Jesper Modin  | IFK Umeå Robin Norum, Markus Ottosson     | IFK Umeå Robin Norum, Markus Ottosson     |
| Damernas stafett 3x5 km   | Åsarna IK                                  | Åsarna IK                                  | IFK Mora SK                                | IFK Mora SK                                | Östersund SK                              | Östersund SK                              |
| Herrarnas stafett 3x10 km | Hudiksvalls IF                             | Hudiksvalls IF                             | IFK Mora SK Lag 1                          | IFK Mora SK Lag 1                          | Östersunds SK Lag 1                       | Östersunds SK Lag 1                       |
| Damernas 10km             | Charlotte Kalla IFK Tärendö                | Charlotte Kalla IFK Tärendö                | Maria Rydqvist Älvdalens IF SK             | Maria Rydqvist Älvdalens IF SK             | Ida Ingemarsdotter Åsarna IK              | Ida Ingemarsdotter Åsarna IK              |
| Damernas 30km             | Hanna Brodin Åsarnas IK                    | Hanna Brodin Åsarnas IK                    | Charlotte Kalla IFK Tärendö                | Charlotte Kalla IFK Tärendö                | Sara Lindborg Östersunds SK               | Sara Lindborg Östersunds SK               |
| Herrarnas 15km            | Marcus Hellner Gellivare Skidallians IK    | Marcus Hellner Gellivare Skidallians IK    | Johan Olsson Åsarna IK                     | Johan Olsson Åsarna IK                     | Anders Södergren Östersunds SK            | Anders Södergren Östersunds SK            |
| Herrarnas 50km            | Daniel Richardsson Hudiksvalls IF          | Daniel Richardsson Hudiksvalls IF          | Anders Södergren Östersunds SK             | Anders Södergren Östersunds SK             | Jens Eriksson Dala-Floda IF               | Jens Eriksson Dala-Floda IF               |
| Herrarnas skiathlon 30km  | Marcus Hellner Gellivare Skidallians IK    | Marcus Hellner Gellivare Skidallians IK    | Johan Olsson Åsarna IK                     | Johan Olsson Åsarna IK                     | Jens Eriksson Dala-Floda IF               | Jens Eriksson Dala-Floda IF               |
| Damernas skiathlon 15km   | Charlotte Kalla IFK Tärendö                | Charlotte Kalla IFK Tärendö                | Ida Ingemarsdotter Åsarna IK               | Ida Ingemarsdotter Åsarna IK               | Sofia Bleckur IFK Mora SK                 | Sofia Bleckur IFK Mora SK                 |

### Muay Thai (thaiboxning)[2]
| 51 kg damer    | Johanna Rydberg Helsingborgs Muay Thai | Johanna Rydberg Helsingborgs Muay Thai |
| 54 kg herrar   | Giang Hoang Fight Gym Borås            | Giang Hoang Fight Gym Borås            |
| 54 kg damer    | Jessica Isaksson Renyi Umeå            | Jessica Isaksson Renyi Umeå            |
| 57 kg herrar   | Abdi Mohammed Rinkeby Muay Thai        | Abdi Mohammed Rinkeby Muay Thai        |
| 57 kg damer    | Emma Thyni Malmö Muay Thai             | Emma Thyni Malmö Muay Thai             |
| 60 kg herrar   | Hamza Bougazma Rinkeby Muay Thai       | Hamza Bougazma Rinkeby Muay Thai       |
| 63,5 kg herrar | Daniel Carlsson Karlstad Muay Thai     | Daniel Carlsson Karlstad Muay Thai     |
| 63,5 kg damer  | Lina Länsberg Malmö Muay Thai IF       | Lina Länsberg Malmö Muay Thai IF       |
| 67 kg herrar   | Adel Ekvall Halmstad Muay Thai         | Adel Ekvall Halmstad Muay Thai         |
| 67 kg damer    | Jennifer Österlin Fighter Muay Thai    | Jennifer Österlin Fighter Muay Thai    |
| 71 kg herrar   | Ricardo Gonzales Stockholm Muay Thai   | Ricardo Gonzales Stockholm Muay Thai   |
| 75 kg herrar   | Alex T. Harris Fighter Muay Thai       | Alex T. Harris Fighter Muay Thai       |
| 81 kg herrar   | Rickard Pettersson Halmstad Muay Thai  | Rickard Pettersson Halmstad Muay Thai  |
| 85 kg herrar   | Sadibou Sy Wasa kampsportcenter        | Sadibou Sy Wasa kampsportcenter        |
| +91 kg herrar  | Johnny Iwersen Halmstad Muay Thai      | Johnny Iwersen Halmstad Muay Thai      |

### Skidorientering[3]
| Gren   | Guld                     | Guld                     | Silver                              | Silver                              | Brons                         | Brons                         |
| ------ | ------------------------ | ------------------------ | ----------------------------------- | ----------------------------------- | ----------------------------- | ----------------------------- |
| Damer  | Emma Bergström OK Vargen | Emma Bergström OK Vargen | Maria Bois Malungs OK Skogsmårdarna | Maria Bois Malungs OK Skogsmårdarna | Kristin Hylander Nyköpings OK | Kristin Hylander Nyköpings OK |
| Herrar | Erik Blomgren Umeå OK    | Erik Blomgren Umeå OK    | Simon Fors Kvarnsvedens GOIF OK     | Simon Fors Kvarnsvedens GOIF OK     | Erik Frost IFK Moras OK       | Erik Frost IFK Moras OK       |

### Skotercross
| Gren              | Guld                      | Guld                      | Silver               | Silver               | Brons                                 | Brons                                 |
| ----------------- | ------------------------- | ------------------------- | -------------------- | -------------------- | ------------------------------------- | ------------------------------------- |
| SM i stadioncross | Petter Nårsa Moskosels SK | Petter Nårsa Moskosels SK | Adam Renheim Lima MS | Adam Renheim Lima MS | Marcus Ogemar-Hellgren Östersunds SSK | Marcus Ogemar-Hellgren Östersunds SSK |